# Humularia elegantula
Humularia elegantula är en ärtväxtart som beskrevs av Paul Auguste Duvigneaud. Humularia elegantula ingår i släktet Humularia och familjen ärtväxter. Inga underarter finns listade i Catalogue of Life.